# 胡日尔市镇
胡日尔市镇（俄语：Хужирское муниципальное образование）是俄罗斯联邦伊尔库茨克州奥尔洪区所属的一个市镇。其下辖有9个居民点，行政中心为胡日尔。据2016年统计，该市镇的人口为1651人。